# 张池明
张池明（1917年8月24日—1997年11月8日），男，河南新县人，中国人民解放军中将，1955年获二级八一勋章、二级独立自由勋章、一级解放勋章。

## 生平
年幼曾经读私塾，11岁跟叔父参加中国共产党领导武装暴动，参加儿童团。1932年，15岁即加入鄂豫皖苏区的红军，在红二十八军二四六团担任共青团的书记，两年后加入中国共产党。1933年在肃反中被捕，被吴焕先救下，调至红25军军部给吴焕先当秘书，并随红25军参加长征。到达陕北后，在新成立的红十五军团司令部当参谋。1937年进入中国人民抗日军政大学学习，年仅20岁。
抗战爆发，红军改编为国民革命军后，张池明调至115师，在三四四旅任作战科科长，后至六八八团当参谋长，参加平型关战斗。1939年至游击队作战，1940年回三四四旅六八七团任政委。1942年至新四军作战。
第二次国共内战中，在东北地方部队任职，先后在松江军区和哈尔滨卫戍司令部任职。1947年至野战军部队，作为政委指挥东北民主联军第六纵队十六师（后改编为中国人民解放军第四十三军一二七师），后升任该军政治部主任、政委，与军长李作鹏一起指挥部队，从东北一直打到广东，并登陆海南岛。
中华人民共和国成立后，在海南、广东担任地方党委职务，1952年回到中南军区后勤机关任政治职务。1955年至总后方勤务部任司令部参谋长，随后调至后方勤务学院任副院长，期间被授予中将军衔，获二级八一、二级独立自由和一级解放勋章，年仅38岁，是当时最年轻的中将。
1961年随叶剑英出访缅甸，回国后继续在总后勤部任职。1967年李聚奎被打倒后，接任总后勤部政委，一度遭到冲击，但受到保护得以幸免，1969年在中国共产党第九次全国代表大会上进入中央军委，担任军委委员。在文革中属于“江青的人”。1975年被调任中国人民解放军炮兵政治委员。1977年被解除军职，保留中国共产党中央委员的党内职务。
1985年，对张池明的政治审查结束，定性为内部矛盾，认为张池明在总后勤部工作期间，和邱会作一起搞“派系斗争”，属于犯了重大错误的人，被解除党内外一切职务，离职休养。
晚年张池明多参加鄂豫皖红军的纪念活动，1997年去世。